# Päwesin
Päwesin é um município da Alemanha, situado no distrito de Potsdam-Mittelmark, no estado de Brandemburgo. Tem 23,56 km² de área, e sua população em 2019 foi estimada em 498 habitantes.